# Amphisbaena cuiabana
Amphisbaena cuiabana, conhecida popularmente como cobra-de-duas-cabeças ou cobra-cega, é uma espécie de réptil pertencente ao gênero Amphisbaena. É endêmica ao Brasil, ocorrendo nos estados de Mato Grosso e Mato Grosso do Sul.